# محمد حسين
محمد حسين بهزاد، من مواليد 31 يوليو 1980، لاعب كرة قدم بحريني.
و قد لعب مع النادي الاتحاد القطري  عام 2000 وتمت اعارته في كاس ولي عهد قطر الى التعاون وننقل الى النجمة السعودي سنة 2001 وبعدها انتقل للاهلي السعودي عام 2002 ونتقل الى الخريطيات القطري 2004 وتمت اعارته الى قطر القطري في الكاس وبعدها انتقل الى نادي كاظمة منذ فبراير 2007 وحتى يونيو 2007، وقد وقع بعدها عقد لمدة سنتين بقيمة 650 ألف دولار أمريكي لنادي القادسية الكويتي ، وفي 11 مارس 2008، أعلن نائب رئيس نادي القادسية الكويتي فواز الحساوي بأن اللاعب سيستمر مع الفريق حتى موسم 2008/2009 ، ولكن اللاعب أعير إلى نادي السالمية في موسم 2008/2009 وفي موسم 2009 /2010 انتقل الى نادي ام صلال القطري وبعدها الى الرفاع البحريني 2012 وفي عام 2013  أعلن عن توقيعه مع نادي النصر السعودي .
هو لاعب دولي سابق مع منتخب البحرين لكرة القدم.
اعتزل اللعب دولياً بعد كأس آسيا 2015 في أستراليا.

## روابط خارجية
- محمد حسين على موقع أرشيف الشارخ.
- محمد حسين على موقع الاتحاد الدولي (مؤرشف)  (الإنجليزية)
- محمد حسين على موقع قاعدة بيانات كرة القدم.إي يو (الإنجليزية)
- محمد حسين على موقع ناشيونال فوتبول تيمز (الإنجليزية)
- محمد حسين على موقع Soccerway.com (الإنجليزية)